# Cartierul Tudor Vladimirescu, Târgu Mureș
Cartierul Tudor Vladimirescu (în maghiară Tudor Vladimirescu negyed sau Sásvári negyed) este cel mai mare cartier din Târgu Mureș, construit în perioada postbelică după planurile realismului socialist. O parte din cartier este cunoscut sub numele de Substejăriș.

## Istoric
Principala stradă care traversează cartierul este atestată de secole de documente scrise. Prima menționare a bulevardului 1 Decembrie 1918 este amintit în 1577 ca viam Koronkai wtt vocatam. Denumirea actuală a primit în 1982, până atunci au fost răspândite diferitele forme al denumirii originale după cum urmează: Koronky út (1617), Koronkai út (1900), Str. Coronca (1920), Str. Coronca  – Koronkai út (1946) și Str. Corunca – Koronkai út (1957).
Una dintre locațiile ghetoului din Târgu Mureș se găsea în cărămidăria dezafectată de pe strada Koronkai (în prezent strada Evreilor Martiri). De la începerea organizării ghetoului din 29 aprilie 1944 până la jumătatea lunii mai au fost adunați aici 7.549 evrei și maghiari sabatarieni din Bezidu Nou. Ghetoul din Târgu Mureș a fost evacuat pe parcursul a două săptămâni, între 27 mai și 8 iunie 1944, prin transporturi organizate prin orașul Košice către lagărul de concentrare Auschwitz.
În perioada socialismului național au fost derulate investiții masive în industrie, ceea ce a necesitat atragerea forței de muncă din zonele rurale limitrofe locuite preponderent sau parțial de etnici maghiari. Însă conducerea partidului a luat decizia ca municipiul Târgu Mureș să fie declarat oraș închis. Astfel numai acele persoane au putut primii autorizații de stabilire, apoi apartament în noul cartier, numit despre conducătorul Revoluției de la 1821 și al pandurilor, Tudor Vladimirescu, care au fost angajați în localitate prin numire. Planurile autorităților, prin mutarea locuitorilor din Moldova în Târgu Mureș, au fost schimbarea artificială a compoziției etnice, fapt demonstrat de documentele secrete ale fostului comitet județean PCR. Potrivit documentului din dreapta, în Târgu Mureș până la finele cincinalului, adică până în 1990, populația de etnie română ar fi trebuit să depășească 58-60% din totalul populației. Însă cu ocazia recensământului din 1992, populația maghiară a fost încă majoritară și numai în 2002, pentru prima oară în istorie, comunitatea română a depășit pragul de 50% din oraș.
Pe 16 martie 1990, la farmacia numărul 28 din cartier, s-a afișat o inscripție cu denumirea de "Farmacie" în limba maghiară. Inscripțiile în limba maghiară au fost expuse în fiecare din farmaciile județene, cea din cartierul Tudor fiind una din ultimele farmacii în acest proces. Câteva etnici români s-au adunat în fața farmaciei și au scandat lozinci șoviniste și au trecut la ștergerea inscripției în limba maghiară. Acest epizod face parte șirul evenimentelor cunoscute sub numele de Conflictul interetnic de la Târgu Mureș.

## Locuri

### Biserici
- Biserica greco-catolică „Adormirea Maicii Domnului”
- Biserica reformată din Substejăriș
- Biserica reformată din Strada Lalelelor
- Biserica romano-catolică „Sfinții Cozma și Damian”

### Monumente
- Monumentul evreilor și maghiarilor sabatarieni internați în ghetoul din strada Koronkai[8]

## Imagini

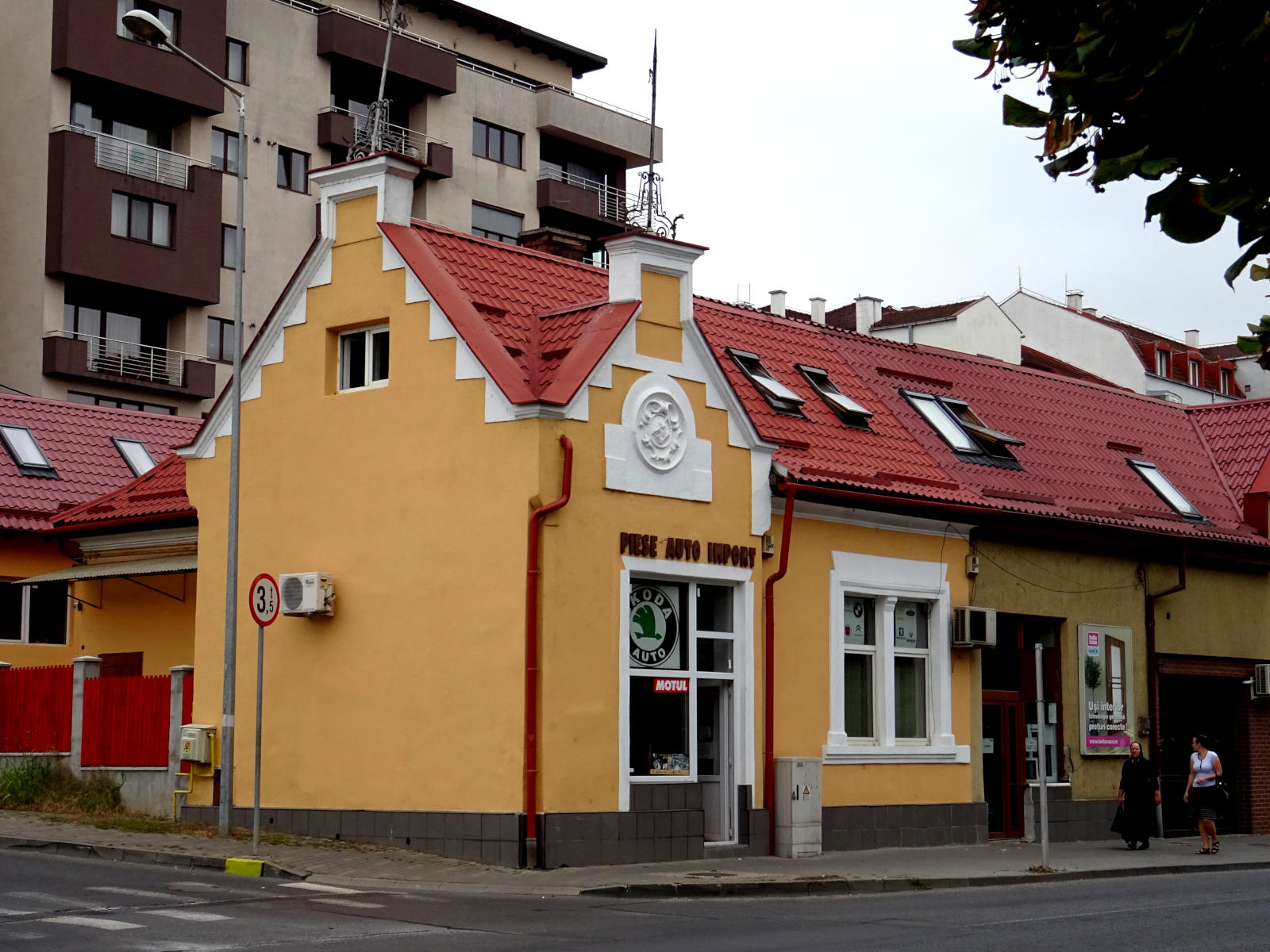
Fosta casă de vamă
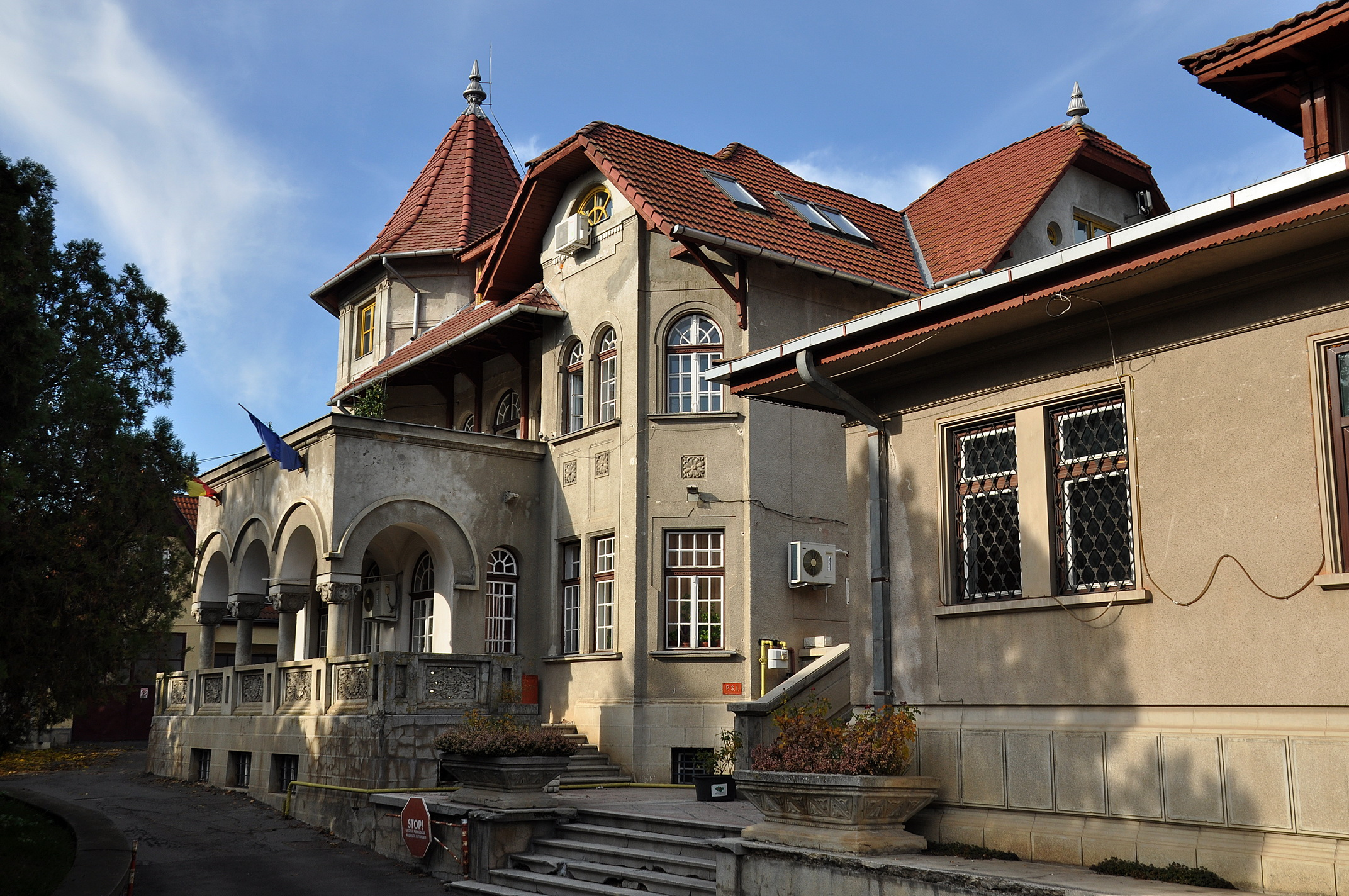
Fosta vilă Dandea (sediul Radioului Târgu Mureș)
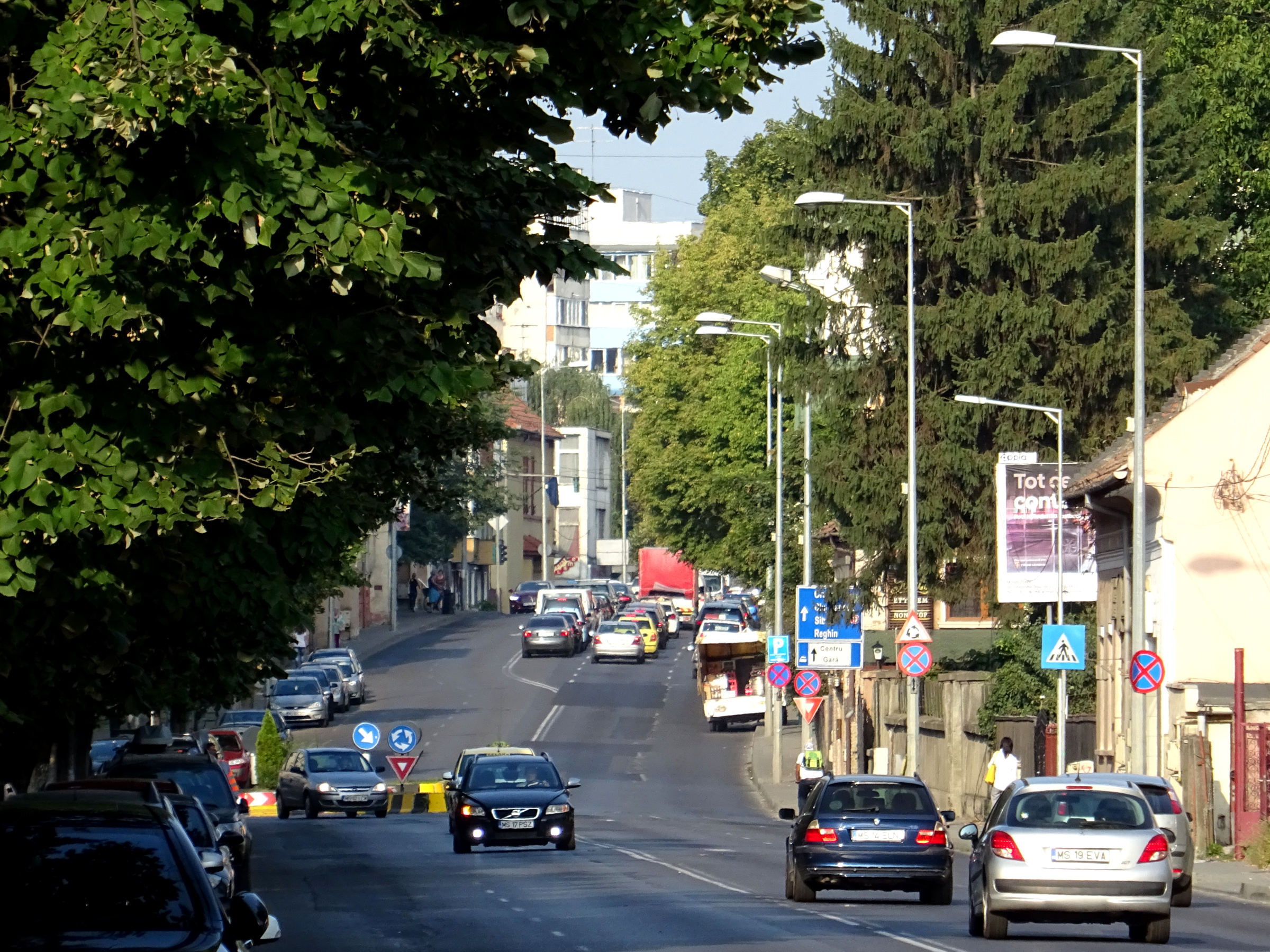
Fosta str. Lungă (Hosszú utca)
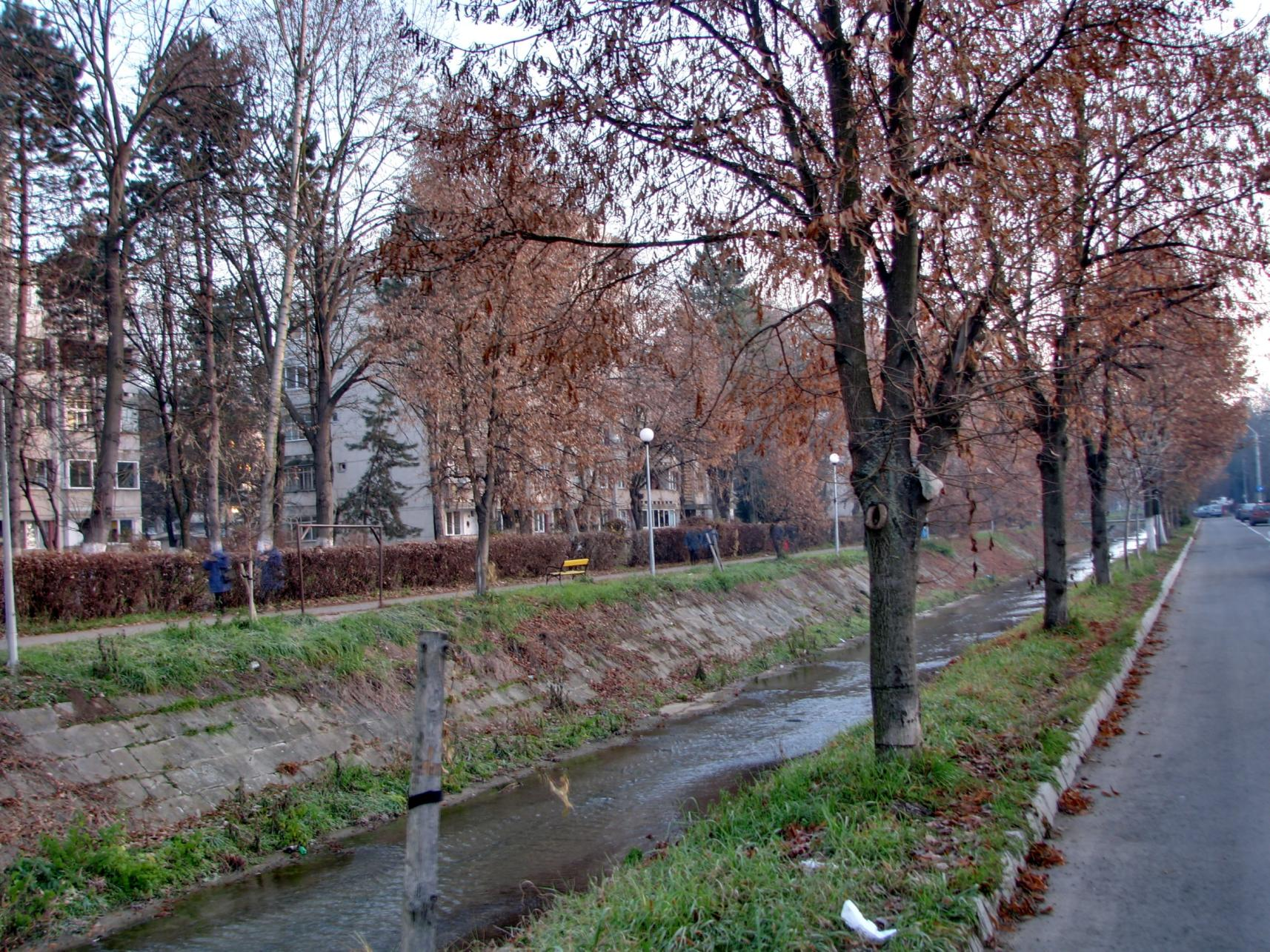
Pârâul Pocloș